# Bandera de Godall
La bandera oficial de Godall té la descripció següent:
Bandera apaïsada de proporcions dos d'alt per tres de llarg, verda, amb un món blanc cintrat de blau, el conjunt d'altura de 7/9 parts de l'alt del drap i situat al centre.

## Història
Fou aprovada el 15 de març del 1995 i publicada al DOGC núm. 2033, del 3 d'abril del mateix any. Està basada en l'escut heràldic de la localitat.